# Gornji Laduč
Gornji Laduč är en ort i Kroatien.   Den ligger i länet Zagrebs län, i den norra delen av landet, 20 km väster om huvudstaden Zagreb. Gornji Laduč ligger 179 meter över havet och antalet invånare är 837.
Terrängen runt Gornji Laduč är platt åt nordost, men åt sydväst är den kuperad. Terrängen runt Gornji Laduč sluttar österut. Runt Gornji Laduč är det ganska glesbefolkat, med 43 invånare per kvadratkilometer. Närmaste större samhälle är Stenjevec, 14,2 km sydost om Gornji Laduč. Omgivningarna runt Gornji Laduč är en mosaik av jordbruksmark och naturlig växtlighet.